# کارل دکر
کارل دکر (به آلمانی: Karl Decker) (۳۰ نوامبر ۱۸۹۷ – ۲۱ آوریل ۱۹۴۵) نظامی بلندپایه آلمانی در دوره رایش سوم بود که در جریان جنگ جهانی دوم یگان‌های زرهی مختلفی را در ورماخت فرماندهی کرد.

## سال‌های اولیه
کارل دکر روز ۳۰ نوامبر ۱۸۹۷ در بورنتین در پومرانی زاده شد. پدرش افسر نیروی زمینی بود. روز ۳ اوت سال ۱۹۱۴، در روزهای آغازین جنگ جهانی اول، به عنوان درجه‌دار نامزد افسری در هنگ ۵۴ پیاده‌نظام به نیروی زمینی امپراتوری آلمان پیوست. سال ۱۹۱۴ در پروس شرقی و در ناحیه رود ویستولا و سال بعد در لهستان، روسیه و کورلند جنگید. وارد دانشکده جنگ در گلوگاو شد. روز ۱۲ ژوئیه سال ۱۹۱۵ با درجه ستوان دوم به سلک افسران درآمد. با همین هنگ سال ۱۹۱۶ فرمانده یک دسته در گروهان مسلسل و سپس آجودان یک گردان در نبردهای ناحیه گالیسیا بود. بهار سال ۱۹۱۷ در قالب لشکر به جبهه غربی منتقل شد و در نبرد نواحی لورن، آرتوآ و فلاندر مشارکت کرد. لشکر او در یک موضع دفاعی نسبتاً آرام در بلژیک استقرار داشت که جنگ به پایان رسید.
دکر سال ۱۹۲۰ در رایشسور پذیرفته شد و در هنگ ۵ پیاده‌نظام در اشتتین قرار گرفت. سال ۱۹۲۱ آجودان گردان ۲ هنگ در پرنتسلاو شد. سال ۱۹۲۳ به هنگ ۶ سواره‌نظام در پازه‌والک منتقل گردید. چند سالی را در این هنگ بود و در این مدت سال ۱۹۲۵ به درجه ستوان یکم و سال ۱۹۳۱ به درجه سروان سواره‌نظام ترفیع گرفت. سال‌های ۱۹۳۴ و ۱۹۳۵ یک گردان سواره‌نظام را فرماندهی کرد. پس از یک سال حضور در ستاد لشکر پانزدهم سواره‌نظام در پادربورن، به درجه سرگردی ترفیع گرفت و ماه اکتبر سال ۱۹۳۶ فرماندهی گردان ۳۸ ضدتانک در ناحیه رزمایش نیروی اوردروف در هسه به او محول گشت. این یگان بخشی از لشکر دوم زرهی سرتیپ هاینتس گودریان بود. بدین شکل دکر به نیروهای زرهی رایش سوم پیوست. روز ۱ آوریل سال ۱۹۳۹ به درجه سرهنگ دوم ترفیع گرفت.

## جنگ جهانی دوم
با آغاز جنگ جهانی دوم، دکر با موفقیت گردان خود را در نبرد لهستان هدایت کرد. با کسب تجربه در زمینه قوای زرهی، ماه آوریل سال ۱۹۴۰ به فرماندهی گردان ۱ هنگ ۳ زرهی منصوب گشت و آن را به شکل خوبی در درگیری‌های نواحی سن-کانتن و ابویل در جریان نبرد فرانسه رهبری نمود. اواخر این کارزار مجروح شد اما مدت کوتاهی بعد به خط مقدم بازگشت و گردان خود را در تهاجم یوگسلاوی و یونان فرماندهی کرد. به جهت نقشش در این کارزارها نشان عالی صلیب شوالیه صلیب آهنین به او اعطا شد.
با شناخته‌شدن به عنوان یک افسر بااستعداد تانک، روز ۱۵ مه سال ۱۹۴۱ جانشین سرهنگ هرمان بالک در فرماندهی هنگ ۳ زرهی شد. این هنگ به عنوان بخشی از لشکر دوم زرهی، در جایگاه ذخیره فرماندهی عالی نیروی زمینی آلمان قرار داشت و در مراحل آغازین عملیات بارباروسا، تهاجم به شوروی، مشارکت نکرد. هنگ او اواخر عملیات به ارتش سوم زرهی پیوست و در زمستان سال ۱۹۴۱ در نبرد مسکو حضور داشت. روز ۱ فوریه سال ۱۹۴۲ به درجه سرهنگ تمام ترفیع گرفت.
دکر تا ماه ژانویه سال ۱۹۴۳ هنگ ۳ زرهی را فرماندهی کرد سپس فرماندهی هنگ ۳۵ زرهی در لشکر سوم زرهی را برای یک ماه بر عهده گرفت. مدتی را در مرخصی سپری نمود و بعد اواخر ماه آوریل موقتاً به ستاد ارتشبد گودریان در بازرسی کل نیروهای زرهی ملحق شد. روز ۲۰ ژوئن سال ۱۹۴۳ در جایگاه فرماندهی تیپ ۲۱ زرهی در لشکر دهم زرهی در بخش مرکزی جبهه شرقی قرار گرفت. در نهایت روز ۷ سپتامبر سال ۱۹۴۳ فرمانده لشکر پنجم زرهی در همان بخش مرکزی شد. این یگان در این زمان یکی بهترین لشکرهای نیروی زمینی آلمان بود. دکر روز ۱ ژوئن سال ۱۹۴۴ به درجه سرلشکری ترفیع گرفت.
در جریان عملیات باگراتیون ارتش سرخ که ضربه سختی به گروه ارتش مرکز در ماه‌های ژوئن و ژوئیه سال ۱۹۴۴ وارد آورد، لشکر پنجم زرهی توانست به سختی خود را از مهلکه خارج کند؛ با این حال متحمل تلفات سنگینی در نبردهای اطراف بابرویسک شد. به جهت عملکرد مناسب در جایگاه فرماندهی، برگ‌های بلوط به نشان صلیب شوالیه دکر افزوده و روز ۱۶ اکتبر فرماندهی سپاه ۳۹ زرهی به او محول گشت.
قرارگاه جدید او پس از انهدام در نبردهای پیشین مجدداً تشکیل شده بود. دکر این سپاه را به عنوان بخشی از ارتش سوم زرهی در نبردهای کورلند و پروس شرقی هدایت کرد. روز ۲۷ دسامبر سال ۱۹۴۴ به درجه سپهبد (ژنرال نیروهای زرهی) نائل آمد. به جبهه غربی فرستاده شد و در مراحل نهایی نبرد آردن در ماه ژانویه سال ۱۹۴۵ حضور داشت. سپاه ۳۹ زرهی در نقش «آتش‌نشان» ماه فوریه در پومرانی، ماه مارس در سیلزی و ماه آوریل مجدداً در جبهه غربی جنگید. وقتی گروه ارتش ب در ناحیه رور به محاصره افتاد و پومرانی، زادگاهش، به اشغال ارتش سرخ درآمد، دکر به این نتیجه رسید که جنگ دیگر بی هیچ امیدی مغلوبه شده‌است. سپهبد کارل دکر که از یاس و همچنین فرسودگی رزم رنج می‌برد، روز ۲۱ آوریل سال ۱۹۴۵ در قرارگاهش در گروس برونسروده در براونشوایک دست به خودکشی زد. او در این هنگام ۴۶ داشت. در یک اقدام کم‌سابقه، شمشیرهای صلیب شوالیه پس از مرگ روز ۲۶ آوریل سال ۱۹۴۵ به دکر اعطا شد.

## کتابشناسی
- Mitcham, Samuel W. Jr.; Mueller, Gene (2012). Hitler's Commanders: Officers of the Wehrmacht, the Luftwaffe, the Kriegsmarine, and the Waffen-SS. Rowman & Littlefield. ISBN 978-1-4422-1153-7.